# Find the Way
Singles de Mika Nakashima
Seppun
(2003) Yuki no Hana
(2003)
Find the Way est le 9e single de Mika Nakashima sorti sous le label Sony Music Associated Records le 6 août 2003 au Japon. Il atteint la 4e place du classement de l'Oricon pour un total de 124 489 exemplaires vendus.
Find the Way a été utilisé pour la 3esaison de Gundam SEED. Elle se trouve sur l'album Love et sur la compilation Best.

## Liste des titres
| 1. | Find the Way                                  | Mika Nakashima | Lori Fine (Coldfeet) | 5:28 |
| 2. | Find the Way (Instrumental)                   | Mika Nakashima | Lori Fine (Coldfeet) | 5:28 |
| 3. | Seppun (At-tica Remix) (接吻)                 | Takao Tajima   | Takao Tajima         | 5:32 |
| 4. | Find the Way (Jamaals Manatee Mix by the Orb) | Mika Nakashima | Lori Fine (Coldfeet) | 5:31 |

Vinyl
| 1. | Find the Way                                  | Mika Nakashima | Lori Fine (Coldfeet) | 5:28 |
| 2. | Find the Way (Jamaals Manatee Mix by the Orb) | Mika Nakashima | Lori Fine (Coldfeet) | 5:31 |

| 1. | Seppun (At-tica Remix) (接吻)                | Takao Tajima | Takao Tajima | 5:32 |
| 2. | Seppun (At-tica Remix) (Instrumental) (接吻) | Takao Tajima | Takao Tajima | 5:32 |